# Skisprungsaison 1969/70
Der Artikel über die Skisprungssaison 1969/70 ist eine Übersicht zu den wichtigsten Skisprungwettbewerben der Wintersportsaison 1969/70. Mit den Nordischen Skiweltmeisterschaften in Štrbské Pleso fand der Saisonhöhepunkt im Februar statt. Zuvor gab es eine Reihe von Tourneen, von denen der Vierschanzentournee die höchste Bedeutung beigemessen wurde. Horst Queck holte den Gesamtsieg, obwohl der DDR-Springer keinen Tagessieg feiern konnte. Der Sowjete Gari Napalkow zählte in dieser Saison zu den erfolgreichsten Springern. Er wurde Doppel-Weltmeister, gewann das Auftaktspringen der Vierschanzentournee sowie die Salpausselkä-Skispiele. Das traditionsreiche Holmenkollen-Skifestival gewann sein Landsmann Wladimir Beloussow. Auch die Vorjahresbesten Jiří Raška und Bjørn Wirkola sprangen erneut regelmäßig auf das Podest.

## Wettbewerbsübersicht

### A-Klasse-Springen
| Datum             | Austragungsort         | Schanze                      | Bemerkung                | Sieger                                                                 | Zweiter                                                           | Dritter                                                                            | Beleg         |
| ----------------- | ---------------------- | ---------------------------- | ------------------------ | ---------------------------------------------------------------------- | ----------------------------------------------------------------- | ---------------------------------------------------------------------------------- | ------------- |
| 28. Dezember 1969 | Oberstdorf             | Schattenbergschanze          | Vierschanzentournee      | Gari Napalkow                                                          | Horst Queck                                                       | Josef Matouš                                                                       | [ 1 ] [ 2 ]   |
| 1. Januar 1970    | Garmisch-Part.         | Große Olympiaschanze         | Vierschanzentournee      | Jiří Raška                                                             | Anatoli Scheglanow                                                | Wladimir Beloussow                                                                 | [ 3 ]         |
| 4. Januar 1970    | Innsbruck              | Bergiselschanze              | Vierschanzentournee      | Bjørn Wirkola                                                          | Horst Queck                                                       | Anatoli Scheglanow                                                                 | [ 4 ]         |
| 6. Januar 1970    | Bischofshofen          | Paul-Außerleitner-Schanze    | Vierschanzentournee      | Jiří Raška                                                             | Rainer Schmidt                                                    | Bjørn Wirkola                                                                      | [ 5 ] [ 6 ]   |
|                   | Tournee-Gesamtwertung: | Tournee-Gesamtwertung:       | Vierschanzentournee      | Horst Queck                                                            | Bjørn Wirkola                                                     | Gari Napalkow                                                                      | [ 6 ]         |
| 14. Februar 1970  | Štrbské Pleso          | MS 1970 B                    | Weltmeisterschaft        | Gari Napalkow                                                          | Yukio Kasaya                                                      | Lars Grini                                                                         | [ 7 ]         |
| 21. Februar 1970  | Štrbské Pleso          | MS 1970 A                    | Weltmeisterschaft        | Gari Napalkow                                                          | Jiří Raška                                                        | Stanisław Gąsienica Daniel                                                         | [ 8 ]         |
| 22. Februar 1970  | Štrbské Pleso          | MS 1970 A                    | Demonstrationsspringen   | TschechoslowakeiKarel Kodejška Rudolf Höhnl Ladislav Divila Jiří Raška | DDRHeinz Wosipiwo Christian Kiehl Heinz Schmidt Horst Queck       | SowjetunionAlexander Iwannikow Wladimir Beloussow Anatoli Scheglanow Gari Napalkow | [ 9 ] [ 10 ]  |
| 28. Februar 1970  | Lahti                  | Vanha Salpausselkä           | Salpausselkä-Skispiele   | FinnlandTauno Käyhkö Raimo Ekholm Esko Rautionaho Heikki Väisänen      | DDRHeinz Wosipiwo Bernd Eckstein Clemens Walther Jürgen Dommerich | JapanYukio Kasaya Takashi Fujisawa Nobukazu Saitō Akitsugu Konno                   | [ 11 ] [ 12 ] |
| 1. März 1970      | Lahti                  | Vanha Salpausselkä           | Salpausselkä-Skispiele   | Gari Napalkow                                                          | Bjørn Wirkola                                                     | Koba Zakadse                                                                       | [ 13 ] [ 14 ] |
| 6.–8. März 1970   | Oberstdorf             | Heini-Klopfer-Skiflugschanze | FIS Skiflug-Woche 1      | Josef Matouš                                                           | Rudolf Höhnl                                                      | Reinhold Bachler                                                                   | [ 15 ] [ 16 ] |
| 15. März 1970     | Oslo                   | Holmenkollbakken             | Holmenkollen-Skifestival | Wladimir Beloussow                                                     | Gari Napalkow                                                     | Rudolf Höhnl                                                                       | [ 17 ] [ 18 ] |

### Weitere internationale Springen
Die folgende Übersicht listet eine Auswahl internationale Wettbewerbe während der Saison 1969/70 auf. Die Veranstaltungen variierten stark in ihrem Teilnehmerfeld und in der medialen Aufmerksamkeit. Die aufgeführten Wettbewerbe waren daher unterschiedlich wichtig. Einzelne als international bezeichnete Springen finden in der Übersicht keine Berücksichtigung. Schon vor Saisonstart gab es vereinzelt Wettkämpfe mit internationaler Beteiligung, beispielsweise zum Ende gemeinsamer Trainingswochen. So trainierten die Athleten aus der Sowjetunion Mitte Dezember im finnischen Rovaniemi, wo Wladimir Beloussow am 15. Dezember 1969 einen Wettbewerb vor Alexander Iwannikow und Gari Napalkow gewann. Auch Finnen nahmen am Springen teil. Drei Tage später gewann Iwannikow vor Topi Mattila. In Norwegen nahm beispielsweise der Japaner Yukio Kasaya an Vorbereitungsspringen teil. In der Schweiz absolvierten unter anderem westdeutsche Kombinierer und polnische Skispringer Trainingseinheiten. Zum Abschluss gewann Hans Schmid einen Wettkampf in St. Moritz vor Tadeusz Pawlusiak und Stanisław Gąsienica Daniel. Die Spezialspringen im Rahmen des westdeutsch-österreichischen Nordischen Kriteriums Ende Dezember in Nesselwang und Breitenwang sind nicht in der Übersicht aufgeführt, ebenso wenig Sommer-Wettbewerbe auf Mattenschanzen.
| Datum                    | Austragungsort           | Schanze                  | Bemerkung                                | Sieger                                                       | Zweiter                                                      | Dritter                                             | Beleg           |
| ------------------------ | ------------------------ | ------------------------ | ---------------------------------------- | ------------------------------------------------------------ | ------------------------------------------------------------ | --------------------------------------------------- | --------------- |
| 26. Dezember 1969        | St. Moritz               | Olympiaschanze           | Weihnachtsspringen                       | Hans Schmid                                                  | Giacomo Aimoni                                               | Bruce Jennings                                      | [ 25 ] [ 26 ]   |
| 28. Dezember 1969        | Engelberg                | Klein-Titlis-Schanze     | Nachtspringen                            | Josef Kraus                                                  | Josef Bonetti                                                | Urs Schöni                                          | [ 27 ] [ 28 ]   |
| 30. Dezember 1969        | Garmisch-Part.           | Kleine Olympiaschanze    | Nachtspringen                            | Horst Queck                                                  | Jan Bieniek Frithjof Prydz                                   |                                                     | [ 29 ] [ 30 ]   |
| 9. Januar 1970           | Špindlerův Mlýn          | Svatý Petr               | Bohemia-Tournee                          | Jiří Raška                                                   | Rudolf Höhnl                                                 | Josef Matouš                                        | [ 31 ] [ 32 ]   |
| 10. Januar 1970          | Tanvald Plavy            | Na Pláni                 | Bohemia-Tournee                          | Jiří Raška                                                   | Bernd Eckstein                                               | Josef Matouš                                        | [ 33 ] [ 34 ]   |
| 11. Januar 1970          | Liberec                  | Ještěd                   | Bohemia-Tournee                          | Jiří Raška                                                   | Bohuslav Novák                                               | Josef Matouš                                        | [ 35 ] [ 36 ]   |
|                          | Tournee-Gesamtwertung:   | Tournee-Gesamtwertung:   | Bohemia-Tournee                          | Jiří Raška                                                   | Josef Matouš                                                 | Hans Schmid                                         | [ 34 ] [ 36 ]   |
| 10. Januar 1970          | Feldkirchen              | Kurikkala-Schanze        | Kärntnerisch-Slowenische Springertournee | Giacomo Aimoni                                               | Reinhold Bachler                                             | Marjan Mesec                                        | [ 37 ] [ 38 ]   |
| 11. Januar 1970          | Maribor                  | Pekrska Gorca            | Kärntnerisch-Slowenische Springertournee | Marjan Mesec                                                 | Reinhold Bachler                                             | Janez Jurman                                        | [ 39 ] [ 40 ]   |
| 12. Januar 1970          | Villach                  | Villacher Alpenarena     | Kärntnerisch-Slowenische Springertournee | Reinhold Bachler                                             | Marjan Mesec                                                 | Ernst Kröll                                         | [ 41 ] [ 42 ]   |
|                          | Tournee-Gesamtwertung: 1 | Tournee-Gesamtwertung: 1 | Kärntnerisch-Slowenische Springertournee | Reinhold Bachler                                             | Marjan Mesec                                                 | Giacomo Aimoni                                      | [ 41 ] [ 42 ]   |
| 11. Januar 1970          | Lake Placid              | Olympiaschanze           | Kennedy-Spiele                           | Seiji Aochi                                                  | Akitsugu Konno                                               | Max Golser                                          | [ 43 ] [ 44 ]   |
| 12. Januar 1970          | Lake Placid              | Olympiaschanze           | Kennedy-Spiele                           | Akitsugu Konno                                               | Bruce Jennings                                               | Seiji Aochi                                         | [ 45 ] [ 46 ]   |
| 16. Januar 1970          | Zakopane                 | Wielka Krokiew           | Beskiden-Pokal                           | Tadeusz Pawlusiak                                            | Stanisław Gąsienica Daniel                                   | Józef Przybyła                                      | [ 47 ] [ 48 ]   |
| 18. Januar 1970          | Zakopane                 | Wielka Krokiew           | Beskiden-Pokal                           | Tadeusz Pawlusiak                                            | Stanisław Gąsienica Daniel                                   | Józef Przybyła                                      | [ 49 ] [ 50 ]   |
|                          | Pokal-Gesamtwertung:     | Pokal-Gesamtwertung:     | Beskiden-Pokal                           | Tadeusz Pawlusiak                                            | Stanisław Gąsienica Daniel                                   | Józef Przybyła                                      | [ 50 ]          |
| 18. Januar 1970          | Semmering                | Liechtensteinschanze     |                                          | Ernst Kröll                                                  | Dalibor Motejlek                                             | Max Golser                                          | [ 51 ] [ 52 ]   |
| 18. Januar 1970          | Le Brassus               | La Chirurgienne          |                                          | Hans Schmid                                                  | Josef Zehnder                                                | Václav Jakoubek                                     | [ 53 ] [ 54 ]   |
| 18. Januar 1970          | Chamonix                 | Tremplin du Mont         | Grand Prix des Nations                   | Jiří Raška                                                   | Rudolf Höhnl                                                 | Giacomo Aimoni                                      | [ 55 ] [ 56 ]   |
| 21. Januar 1970          | St. Moritz               | Olympiaschanze           | Grand Prix des Nations                   | Jiří Raška                                                   | Rudolf Höhnl                                                 | Hans Schmid                                         | [ 57 ] [ 58 ]   |
| 25. Januar 1970          | Cortina d’Ampezzo        | Trampolino Italia        | Grand Prix des Nations                   | Jiří Raška                                                   | Rudolf Höhnl                                                 | Josef Matouš                                        | [ 59 ] [ 60 ]   |
|                          | Tournee-Gesamtwertung: 2 | Tournee-Gesamtwertung: 2 | Grand Prix des Nations                   | Jiří Raška                                                   | Rudolf Höhnl                                                 | Giacomo Aimoni                                      |                 |
| 21. Januar 1970          | Klingenthal              | Große Aschbergschanze    | Freundschaftstournee                     | Horst Queck                                                  | Rainer Schmidt                                               | Heinz Schmidt                                       | [ 61 ] [ 62 ]   |
| 23. Januar 1970          | Brotterode               | Inselbergschanze         | Freundschaftstournee                     | Horst Queck                                                  | Rainer Schmidt                                               | Heinz Schmidt                                       | [ 63 ] [ 64 ]   |
| 25. Januar 1970          | Oberhof                  | Rennsteigschanze         | Freundschaftstournee                     | Horst Queck                                                  | Gari Napalkow                                                | Wladimir Beloussow                                  | [ 65 ] [ 66 ]   |
|                          | Tournee-Gesamtwertung: 3 | Tournee-Gesamtwertung: 3 | Freundschaftstournee                     | Horst Queck                                                  | Rainer Schmidt                                               | Wladimir Beloussow                                  | [ 66 ]          |
| 25. Januar 1970          | Willingen                | Mühlenkopfschanze        |                                          | Reinhold Bachler                                             | Sepp Lichtenegger                                            | Heini Ihle                                          | [ 67 ]          |
| 1. Februar 1970          | Murau                    | Hans-Walland Großschanze |                                          | Ernst Kröll                                                  | Janez Jurman                                                 | Marjan Mesec                                        | [ 68 ] [ 69 ]   |
| 1. Februar 1970          | Gosau                    | Dachsteinschanze         | Junioren-EM                              | Bernd Eckstein                                               | Odd Grette                                                   | Bernd Hoddow                                        | [ 70 ] [ 71 ]   |
| 1. Februar 1970          | Autrans                  | Le Claret                |                                          | Václav Jakoubek                                              | Gilbert Poirot                                               | Bohuslav Novák                                      | [ 72 ]          |
| 22. Februar 1970         | Westby                   | Snowflake                |                                          | Einar Bekken                                                 | Frithjof Prydz                                               | Bent Tomtum                                         | [ 73 ] [ 74 ]   |
| 22. Februar 1970         | Braunlage                | Wurmbergschanze          |                                          | Vinko Bogataj Marjan Prelovšek                               |                                                              | Walter Lampe                                        | [ 75 ]          |
| 28. Februar/1. März 1970 | Ironwood                 | Copper Peak              | Skiflug-Woche                            | Jiří Raška                                                   | Zbyněk Hubač                                                 | Rudolf Doubek                                       | [ 76 ] [ 77 ]   |
| 1. März 1970             | St. Moritz               | Olympiaschanze           | Kongsberg-Cup 4                          | Heini Ihle                                                   | Hans Schmid                                                  | Josef Zehnder                                       | [ 78 ] [ 79 ]   |
| 1. März 1970             | Falun                    | Källviksbacken           | Schwedische Skispiele                    | Wladimir Beloussow                                           | Ingolf Mork                                                  | Josef Matouš                                        | [ 80 ] [ 81 ]   |
| 3. März 1970             | Jyväskylä                | Laajavuori               |                                          | Bernd Eckstein                                               | Yukio Kasaya                                                 | Erkki Pukka                                         | [ 82 ] [ 83 ]   |
| 7. März 1970             | Ishpeming                | Suicide Hill             | Paúl Bietila Memorial                    | Einar Bekken                                                 | ?                                                            | ?                                                   | [ 84 ] [ 85 ]   |
| 8. März 1970             | Ishpeming                | Suicide Hill             | Paúl Bietila Memorial                    | Frithjof Prydz                                               | Bent Tomtum                                                  | Einar Bekken                                        | [ 84 ] [ 86 ]   |
| 8. März 1970             | Kuopio                   | Puijo-Schanze            | Puijo-Winterspiele                       | Max Golser                                                   | Seppo Bergström                                              | Topi Mattila                                        | [ 87 ] [ 88 ]   |
| 8. März 1970             | Bærum                    | Skuibakken               |                                          | Yukio Kasaya                                                 | Ingolf Mork                                                  | Bjørn Wirkola                                       | [ 89 ] [ 90 ]   |
| 8. März 1970             | Sollefteå                | Hallstaberget            |                                          | Bohuslav Novák                                               | Tord Karlsson                                                | Seppo Reijonen                                      | [ 91 ] [ 92 ]   |
| 9. März 1970             | Gran                     | Flågånbakken             |                                          | Takashi Fujisawa                                             | Lars Grini                                                   | Bjørn Wirkola                                       | [ 93 ]          |
| 9. März 1970             | Garmisch-Part.           | Große Olympiaschanze     |                                          | Jiří Raška                                                   | Václav Jakoubek                                              | Walter Steiner                                      | [ 94 ] [ 88 ]   |
| 10. März 1970            | Revelstoke               | Nels Nelsen Ski Jump     |                                          | Rudolf Doubek                                                | František Rydval                                             | Josef Kraus                                         | [ 95 ]          |
| 11. März 1969            | Odnes                    | Odnesbakken              | Flubergrennet 5                          | Rudolf Höhnl                                                 | Stanisław Gąsienica Daniel                                   | Tom Nyberg                                          | [ 96 ] [ 97 ]   |
| 16. März 1970            | Schönwald                | Adlerschanze             |                                          | Walter Lampe                                                 | Günther Göllner                                              | Giacomo Aimoni                                      | [ 98 ] [ 99 ]   |
| 21. März 1970            | Zakopane                 | Średnia Krokiew          | Czech-Marusarzówna-Memorial              | Rainer Schmidt                                               | Christian Kiehl                                              | Józef Przybyła                                      | [ 100 ] [ 101 ] |
| 22. März 1970            | Zakopane                 | Wielka Krokiew           | Czech-Marusarzówna-Memorial              | Heinz Schmidt                                                | Józef Przybyła                                               | Rainer Schmidt                                      | [ 102 ] [ 103 ] |
| 21. März 1970            | Iron Mountain            | Pine Mountain Jump       |                                          | Richard Pfiffner                                             | Adrian Watt                                                  | Dave Hicks                                          | [ 104 ] [ 105 ] |
| 22. März 1970            | Iron Mountain            | Pine Mountain Jump       |                                          | Adrian Watt                                                  | Richard Pfiffner                                             | Tom Dennison                                        | [ 106 ] [ 105 ] |
| 22. März 1970            | Planica                  | Skakalnica Stano Pelan   | Memoriał Janeza Poldy 6                  | Wladimir Smirnow                                             | Alexander Iwannikow                                          | Reinhold Bachler                                    | [ 107 ] [ 103 ] |
| 29. März 1970            | Kuusamo                  | Rukatunturi-Schanze      |                                          | Jiří Raška                                                   | Karel Kodejška                                               | Bjørn Wirkola                                       | [ 108 ] [ 109 ] |
| 29. März 1970            | Riezlern                 | Köpfleschanze            | Osterspringen                            | Hans Schmid                                                  | Willy Schuster                                               | Franz Keller                                        | [ 110 ] [ 111 ] |
| 1. April 1970            | Dornbirn                 | Bödele                   | Frühjahrsspringen                        | Willy Schuster                                               | Reinhold Bachler                                             | Ernst Kröll                                         | [ 112 ] [ 113 ] |
| 4. April 1970            | Rovaniemi                | Ounasvaara-Schanze       | Universiade                              | Gari Napalkow                                                | Alexander Iwannikow                                          | Rainer Schmidt                                      | [ 114 ] [ 115 ] |
| 4. April 1970            | Oberwiesenthal           | Fichtelbergschanze       |                                          | SowjetunionJuri Kalinin Anatoli Scheglanow Wladimir Klimenko | NorwegenJan Olav Roaldset Jo Inge Bjørneby Terje Gulbrandsen | DDRHeinz Wosipiwo Clemens Walther Bernd Willomitzer | [ 116 ] [ 117 ] |
| 5. April 1970            | Oberwiesenthal           | Fichtelbergschanze       | Freie Presse Pokal                       | Jiří Raška                                                   | Rudolf Höhnl                                                 | Bernd Willomitzer                                   | [ 118 ] [ 119 ] |
| 12. April 1970           | Kirowsk                  | Tramplin Apatity         |                                          | Wladimir Beloussow                                           | Stanisław Gąsienica Daniel                                   | Bernd Eckstein                                      | [ 120 ] [ 121 ] |

### Schanzenrekorde
| Ort            | Schanze                  | Name              | Weite   | aufgestellt am   | Beleg   |
| -------------- | ------------------------ | ----------------- | ------- | ---------------- | ------- |
| Innsbruck      | Bergiselschanze          | Horst Queck       | 099,0 m | 4. Januar 1970   | [ 124 ] |
| Murau          | Hans-Walland Großschanze | Ernst Kröll       | 107,0 m | 1. Februar 1970  | [ 68 ]  |
| Gosau          | Dachsteinschanze         | Bernd Eckstein    | 077,0 m | 1. Februar 1970  | [ 125 ] |
| Bærum          | Skuibakken               | Ingolf Mork       | 110,0 m | 8. Februar 1970  | [ 126 ] |
| Štrbské Pleso  | MS 1970 B                | Rudolf Höhnl      | 081,5 m | 14. Februar 1970 | [ 127 ] |
| Štrbské Pleso  | MS 1970 B                | Ingolf Mork       | 082,0 m | 14. Februar 1970 | [ 127 ] |
| Štrbské Pleso  | MS 1970 B                | Tadeusz Pawlusiak | 082,5 m | 14. Februar 1970 | [ 127 ] |
| Štrbské Pleso  | MS 1970 B                | Yukio Kasaya      | 084,5 m | 14. Februar 1970 | [ 127 ] |
| Štrbské Pleso  | MS 1970 A                | Gari Napalkow     | 109,5 m | 21. Februar 1970 | [ 128 ] |
| Ishpeming      | Suicide Hill             | Frithjof Prydz    | 085,0 m | 8. März 1970     | [ 84 ]  |
| Iron Mountain  | Pine Mountain Jump       | Richard Pfiffner  | 102,5 m | 21. März 1970    | [ 129 ] |
| Langenbruck    | Freichelen Schanze       | Hans Schmid       | 070,0 m | 26. März 1970    | [ 130 ] |
| Oberwiesenthal | Fichtelbergschanze       | Jiří Raška        | 085,0 m | 5. April 1970    | [ 119 ] |